# Alfred Toepfer

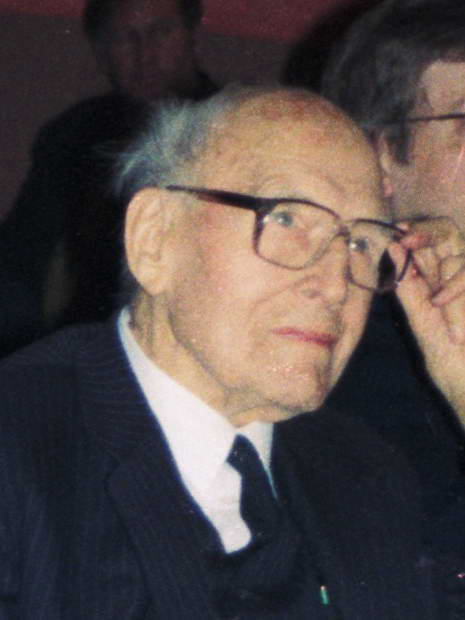
Alfred C. Toepfer (1990)

Alfred Carl Toepfer (* 13. Juli 1894 in Altona bei Hamburg; † 8. Oktober 1993 in Hamburg) war ein deutscher Kaufmann, Landwirt und Unternehmer. Er war Gründer und Inhaber von Toepfer International (ursprünglich Alfred C. Toepfer), nach dem Zweiten Weltkrieg eines der führenden international tätigen Getreidehandelsunternehmen, und Stifter der Alfred Toepfer Stiftung F. V. S.
Während Toepfers eigene Rolle in der Zeit des Nationalsozialismus bis heute umstritten ist und eine befürwortende Einstellung Toepfers zum Antisemitismus und anderen zentralen Elementen des Nationalsozialismus in den Untersuchungen einer einschlägigen Historikerkommission zurückgewiesen wird, wird seine Personalpolitik nach dem Krieg, die zur Beschäftigung ehemaliger in den Holocaust und Kriegsverbrechen aktiv involvierter Nationalsozialisten führte, einhellig kritisiert.

## Leben

### Bis zum Ende des Ersten Weltkriegs
Alfred Toepfer stammte aus kleinbürgerlichen Verhältnissen. Seine Mutter war Marie Toepfer, geborene Volkmer, sein Vater der Kaufmann Carl Toepfer. Er besuchte zunächst die Volksschule und absolvierte eine kaufmännische Lehre. Der begabte evangelische Schüler holte in Abendkursen die Mittlere Reife nach und erlernte mehrere Sprachen. Anfang 1912 trat er dem Wandervogel, Deutscher Bund für Jugendwanderungen bei. Dessen Führer Hans Breuer prägte sein Denken, vor allem seine Forderung nach Besinnung auf das eigene Volkstum. 1913 war Toepfer einer der Teilnehmer am Treffen des Ersten Freideutschen Jugendtags auf dem Hohen Meißner. Auch Julius Langbehns Schrift Rembrandt als Erzieher nannte Toepfer später als prägend, insbesondere dessen Vorstellung eines Niederdeutschland, das von Holland bis nach Riga reichte.
Toepfer nahm ab 1914 als Infanterist am Ersten Weltkrieg teil, u. a. an der Winterschlacht in Masuren, der Zweiten Flandernschlacht, der Schlacht an der Somme und der Vierten Flandernschlacht. Er wurde mehrfach verwundet und im Januar 1919 als Kompanieführer im Range eines Leutnants demobilisiert.

### In der Weimarer Republik
1919 trat Toepfer dem Landesjäger-Freikorps von General Georg Maercker bei. Als Führer einer berittenen Maschinengewehr-Abteilung war er zunächst in Weimar zum Schutz der Weimarer Nationalversammlung eingesetzt. In den folgenden Monaten nahm Toepfer an den Einsätzen des Freikorps gegen aufständische sozialistische und kommunistische Arbeiter teil, u. a. in Halle (Saale), Leipzig, Magdeburg, Braunschweig, Gotha, Erfurt und Eisenach. Mit der Eingliederung des „Landesjägerkorps“ in die Reichswehr nahm Toepfer Ende 1919 seinen Abschied.
Noch während seiner Zeit beim Freikorps hatte Toepfer in Thüringen begonnen, Handel mit landwirtschaftlichen Produkten zu treiben. Zurück in Hamburg gründete er das Handelsunternehmen Alfred C. Toepfer, das im Januar 1920 ins Handelsregister eingetragen wurde und u. a. weltweiten Handel (USA, Kanada, UdSSR) mit landwirtschaftlichen Produkten, insbesondere Getreide, sowie eine Privatbank und eine eigene Schifffahrtsgesellschaft betrieb. Im Jahr 1922 heiratete er Emmelie Klima. Aus der Ehe gingen die Kinder Helmuth, Herrmann, Heinrich, Gerhard und Carl Toepfer hervor. Ab 1926 begann Toepfer, sowohl den Angestellten seiner Firma überdurchschnittliche Sozialleistungen zu gewähren als auch für Projekte der Jugendförderung zu spenden (z. B. Errichtung von Jugendherbergen). Seine Spendentätigkeit war dabei geleitet von der Idee einer „Erneuerung des Volkstums als Grundlage des deutschen Wiederaufstiegs“ nach der Niederlage im Ersten Weltkrieg. Schon seit seiner Firmengründung war Toepfer Mitglied im Hamburger Nationalklub von 1919, dessen Vortragsprogramm er eifrig wahrnahm. Über Kontakte aus diesem Klub lernte er bei einer Versammlung des Bundes Oberland auch Ernst Niekisch kennen, dessen Zeitschrift Widerstand. Zeitschrift für nationalrevolutionäre Politik er zwischen 1928 und 1931 mehrfach finanziell unterstützte. Er teilte jedoch nicht Niekischs nationalbolschewistische Begeisterung für die UdSSR, deren damals katastrophale wirtschaftliche Lage er aus eigener Anschauung kannte. Über Niekisch lernte Toepfer auch Ernst Jünger und dessen Bruder Friedrich Georg sowie A. Paul Weber kennen. Für seine 1931 gegründete Stiftung F. V. S. (auch nach Initialen des Freiherrn von Stein steht für „Freiherr vom Stein“, „Friedrich von Schiller“ und „Ferdinand von Schill“ heute Alfred Toepfer Stiftung F.V.S.) übernahm der Graphiker Weber zahlreiche Gestaltungsaufträge. Laut Satzung sollte die Stiftung der „Förderung des Deutschen Volkstums in Europa“ dienen, insbesondere in den „an das Reich grenzenden, aber jenseits der Reichsgrenzen liegenden Ländern und Gebieten deutschen und niederdeutschen Volkstums“. Erste Mitglieder des Stiftungsrates wurden 1932 der offen mit den Forderungen des Nationalsozialistischen Deutschen Studentenbundes sympathisierende Rektor der Universität Hamburg Alfred Wigand († 1932) sowie der dänische Pastor und Minderheitenpolitiker Johannes Schmidt-Wodder. Über Art und Höhe von Zuwendungen entschied Toepfer, unabhängig vom Stiftungsrat. Parallel zur Gründung der Stiftung F. V. S. mit Sitz in Hamburg wurde aus devisenrechtlichen Gründen und mit Mitteln aus Auslandsgeschäften in Vaduz die Stiftung J. W. G. (nach den Initialen Goethes) gegründet. Diese diente zunächst nur dem Geldverkehr, wenn Toepfer sich im Ausland (z. B. Österreich, Elsass) betätigte.
Bemerkenswert ist insbesondere Toepfers Engagement für die Hüneburg, ein separatistisches Projekt zur Loslösung des Elsass von Frankreich. Dort sollte eine Wanderherberge und ein Stützpunkt eines völkischen „Deutschtums“ gebaut werden, für das er Gelder bereitstellte. In gleicher Weise förderte Toepfer in Nordschleswig ein Projekt einer Jugendherberge von deutsch-dänischen Separatisten, die eine Wiederangliederung von Nordschleswig an Deutschland erreichen wollten, das in einer Volksabstimmung 1920 Dänemark zugesprochen worden war. Diese Jugendherberge wurde auf dem Knivsberg bei Apenrade gebaut. Auf Toepfers Wunsch hin wurde es nach dem aus Apenrade stammenden, nationalistischen und antisemitischen Kulturkritiker August Julius Langbehn benannt, dessen berühmtestes Buch Rembrandt als Erzieher für Toepfer eine große Bedeutung gehabt hatte.

### Zeit des Nationalsozialismus
Die verfügbaren Informationen über Toepfers Verhalten in der ersten Zeit nach der „Machtergreifung“ sind nicht eindeutig, doch hat er sich wohl öffentlich für jüdische Hamburger Kaufleute eingesetzt. In seinen Marktberichten, die seit 1930 an Geschäftspartner verschickt wurden, äußerte er von ihm selbst als positiv (im Sinne von Mitarbeit am staatlichen Aufbau) verstandene Kritik an der nationalsozialistischen Wirtschaftspolitik. Auf Betreiben des Reichsnährstandes und des Reichsministeriums für Volksaufklärung und Propaganda wurden die Marktberichte deshalb 1934 verboten.
In den folgenden Jahren war Toepfer weiterhin erfolgreich als Unternehmer tätig. Daneben widmete er sich dem Ausbau seiner landwirtschaftlichen Güter, die nach seinen Vorstellungen zu wirtschaftlichen, sozialen und kulturellen Mustereinrichtungen werden sollten. Insbesondere Schloss Kalkhorst sollte der Förderung einer Elite zur Stärkung des deutschen Volkstums abseits der Großstadt dienen. Die F. V. S.-Stiftung blieb zwar bis 1945 in der Öffentlichkeit weitgehend unbekannt. Aber schon im Juni 1933 berief Toepfer Nationalsozialisten wie den Historiker Adolf Rein und den Schriftsteller Hans Friedrich Blunck in den Stiftungsrat. Mit ihrer Hilfe knüpfte Toepfer Kontakte ins akademische und kulturelle Milieu sowie zum Propagandaministerium und schuf ab 1935 zahlreiche Kulturpreise. Zwischen 1933 und 1937 führten ihn zahlreiche Reisen ins benachbarte Ausland, auf denen er Kontakte mit Separatisten aus dem Elsass, aus Lothringen und Flandern sowie zu deutschfreundlichen Luxemburgern und Schweizern knüpfte. Er nahm auch Verbindung zu ausländischen Nationalsozialisten der Nationalen Front in der Schweiz und der Nationaal-Socialistische Beweging in den Niederlanden auf. Über die Nutzung von Schloss Kalkhorst als Reichsführerschule I des VDA bestand eine enge Beziehung zum Volksbund für das Deutschtum im Ausland (VBA) und zu seinem Führer Hans Steinacher. Intensive Kontakte baute Toepfer zu Angehörigen der österreichischen NSDAP auf, die 1934 nach ihrem gescheiterten Putschversuch nach Deutschland geflohen waren: die späteren Gauleiter Friedrich Rainer und Odilo Globocnik wurden von Toepfer persönlich zu einem Aufenthalt auf seinem Hofgut Siggen in Holstein eingeladen, wie Franz Hueber, der Schwager von Hermann Göring. 1935 hielt sich Konrad Henlein, der Führer der Sudetendeutschen Partei (SdP) zu einem geheimgehaltenen Besuch auf Gut Siggen auf. Noch im gleichen Jahr wurde Henlein in den Stiftungsrat der F. V. S.-Stiftung berufen und 1937 zu dessen Ehrenvorsitzendem ernannt. Im Januar 1937 knüpfte Toepfer erste Bekanntschaft mit Werner Best, dem er – jedoch ohne Erfolg – ebenfalls die Aufnahme in den Stiftungsrat anbot. Auch Werner Lorenz, den Leiter der Volksdeutschen Mittelstelle (VOMI), die ab 1937 statt des VBA für die Volkstumsarbeit zuständig wurde, konnte Toepfer für die Arbeit seiner Stiftung interessieren.
Im Juni 1937 wurde Toepfer im Rahmen von Ermittlungen, die der Erste Staatsanwalt Heinrich Jauch gegen ihn führte, wegen Devisenvergehen verhaftet und blieb bis Mai 1938 in Untersuchungshaft. Die Gestapo durchsuchte seine Firma und seine Privaträume. Schließlich wurde Toepfer ohne Verurteilung freigelassen, nachdem Werner Lorenz als Treuhänder die Aufsicht über die F. V. S.-Stiftung übernommen hatte. Toepfer betätigte sich auch in der Folgezeit weiter als Stifter.
Der SD-Oberabschnitt West in Düsseldorf war Anfang 1937 zur Auffassung gelangt, dass es nicht Aufgabe einer NSDAP-parteiamtlichen oder sonst wie offiziösen Stelle sein könne, Außenpolitik Richtung Westen zu betreiben. Sonst sei die Gefahr der Einmischung in Angelegenheiten fremder Staaten gegeben. Diese notwendige Arbeit müsse deshalb in den Händen einer nach außen hin nur als Privatperson in Erscheinung tretenden Persönlichkeit liegen, die im Innenverhältnis jedoch weisungsgemäß zu arbeiten habe. Das war Toepfer. Er zählte dem SD zufolge zu den Privatpersonen, die in den Benelux-Staaten jene völkischen Netzwerke unterstützten, die sich in der Grenzlandkulturpolitik für die Rückgewinnung der sogenannten germanisch-deutschen Gebiete einsetzten. Toepfers Geflecht aus privaten Stiftungen in Hamburg, Freiburg, und Vaduz und Basel spielte als Stiftungsfassade eine zentrale Rolle, sowohl bei der Beschaffung und Bereitstellung von Devisen als auch bei der Herstellung von Kontakten zu den einheimischen Nazis in den Nachbarstaaten. Die außenpolitische Tarnung durch volksdeutsche „Kulturpreise“ war indes für den SD nur eine „funktionale Waffe“ der Infiltration von Staaten im Rahmen der nationalsozialistischen Europapläne.
Nach der offiziellen Einstellung des Ermittlungsverfahrens im Oktober 1939 wurde Toepfer im Rang eines Leutnants als Soldat reaktiviert, blieb aber zunächst noch beurlaubt. Er wurde Ende 1939 wegen seiner niederländischen Sprachkenntnisse zur Abwehr unter Admiral Canaris eingezogen und nach kurzer Schulung der Abteilung 2 zugeordnet, die für Minderheiten und politische Gruppierungen im Ausland zuständig war. Von Mai bis Juni 1940 war er in den besetzten Niederlanden tätig. Er nahm des Öfteren Kontakte zu niederländischen Nationalsozialisten wie Anton Mussert auf, dessen Bewegung er schon aus der Vorkriegszeit kannte. Im Kuratorium für den „Rembrandtpreis“ der Toepfer Stiftung FVS saß schon seit langem A. J. van Wessem, ein Kollege von Mussert.
In Amsterdam nahm er auch zu flämischen Nationalisten des Vlaams Verbond van Frankrijk auf, die eine Loslösung Nordfrankreichs von Französisch-Flandern anstrebten. Er war kurze Zeit in Belgien unter Friedrich Carl Marwede tätig, wo er den Vlaamsch National Verbond (VNV) aufsuchte. Im Juli 1940 wurde er in die Abwehrleitstelle Paris im Hôtel Lutetia versetzt. Im Frühsommer 1941 stellte Toepfers Einheit einen „Frankreich-Bericht“ zusammen, der der „völkischen Durchleuchtung“ des besetzten Landes diente und sich vor dem Hintergrund der nationalsozialistischen Europapläne intensiv mit dem französischen Regionalismus auseinandersetzte. Toepfer unterhielt in dieser Zeit im Auftrag der Besatzungsbehörden Kontakte zu französischen Separatisten wie z. B. Hermann Bickler (Elsass) und Olier Mordrel (Bretagne), die er bereits aus der Vorkriegszeit kannte, auch um mit ihrer Hilfe Résistance-Gruppen zu unterwandern und den Widerstand der Franzosen gegen die deutsche Besetzung zu spalten und damit zu schwächen. Ein enger Kontakt bestand auch wieder zu Werner Best, der inzwischen Kriegsverwaltungschef beim Militärbefehlshaber in Frankreich geworden war, ebenso wie zu Ernst Jünger, der in Paris stationiert war.
Im Juli 1942 verließ Toepfer aus bislang ungeklärten Gründen die Abwehr im Rang eines Hauptmanns und wechselte zur wirtschaftlichen Abteilung beim Militärbefehlshaber in Frankreich. Im Auftrag des Reichswirtschaftsministeriums gründete er im Juni 1943 in Paris das reichseigene Einkaufsbüro Bureau d’achat du capitaine Toepfer et Stahlberg et Cie. Dieses Büro sollte den Schwarzmarkt in Frankreich kontrollieren und bekämpfen, Devisen durch Verkauf von Gütern aus dem besetzten Frankreich an neutrale Länder beschaffen sowie geheime Kompensationsgeschäfte zur Beschaffung strategisch wichtiger Rohstoffe aus Spanien und Portugal abwickeln. Im August 1944 verließ Toepfer Paris kurz vor der Befreiung durch die Alliierten. Im April 1945 wurde Toepfer aus dem Wehrdienst entlassen und lebte am Kriegsende in Hamburg als Zivilist.

### Nach 1945

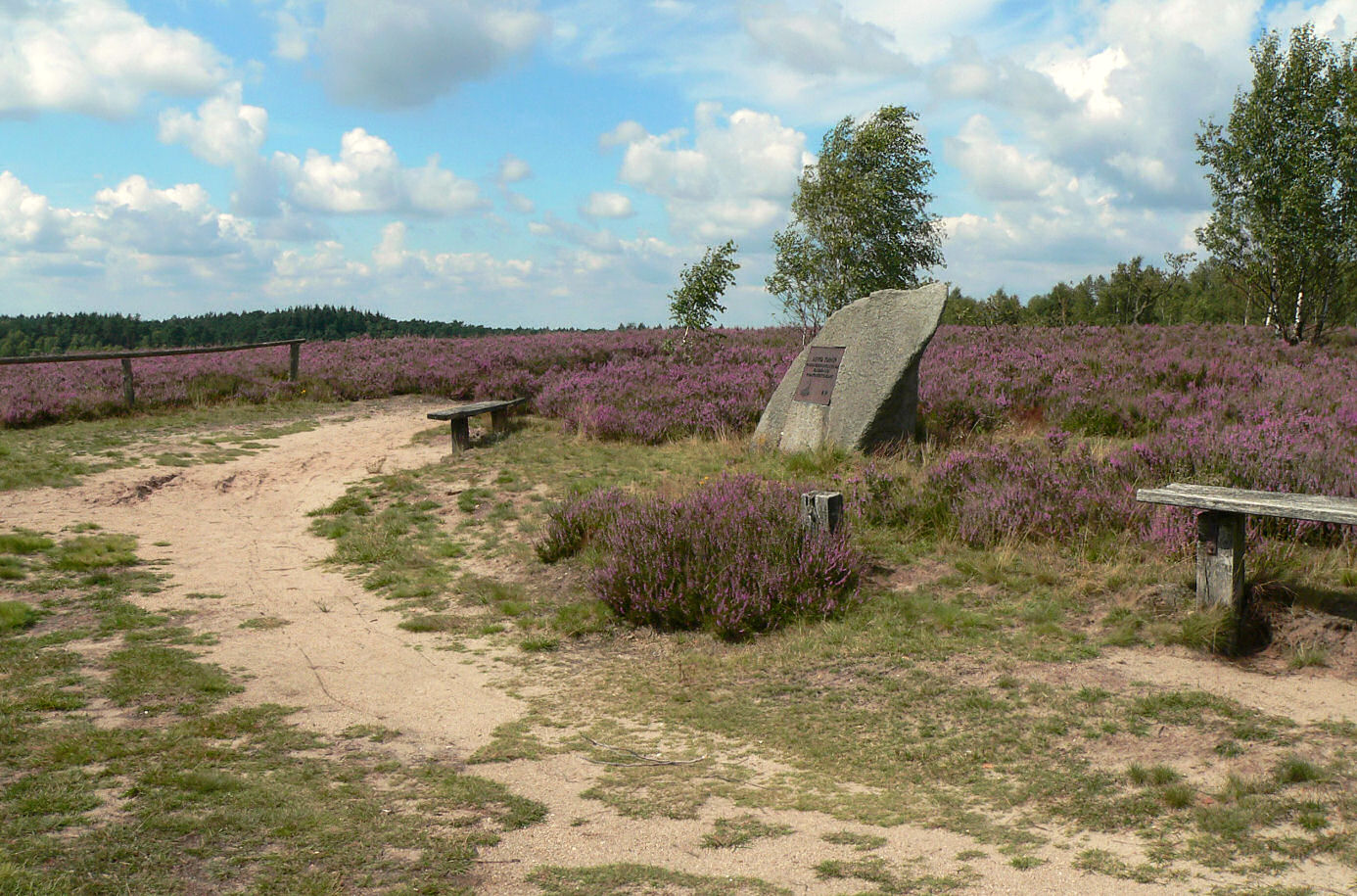
Gedenkstein für Alfred Toepfer in der Heidelandschaft bei Niederhaverbeck

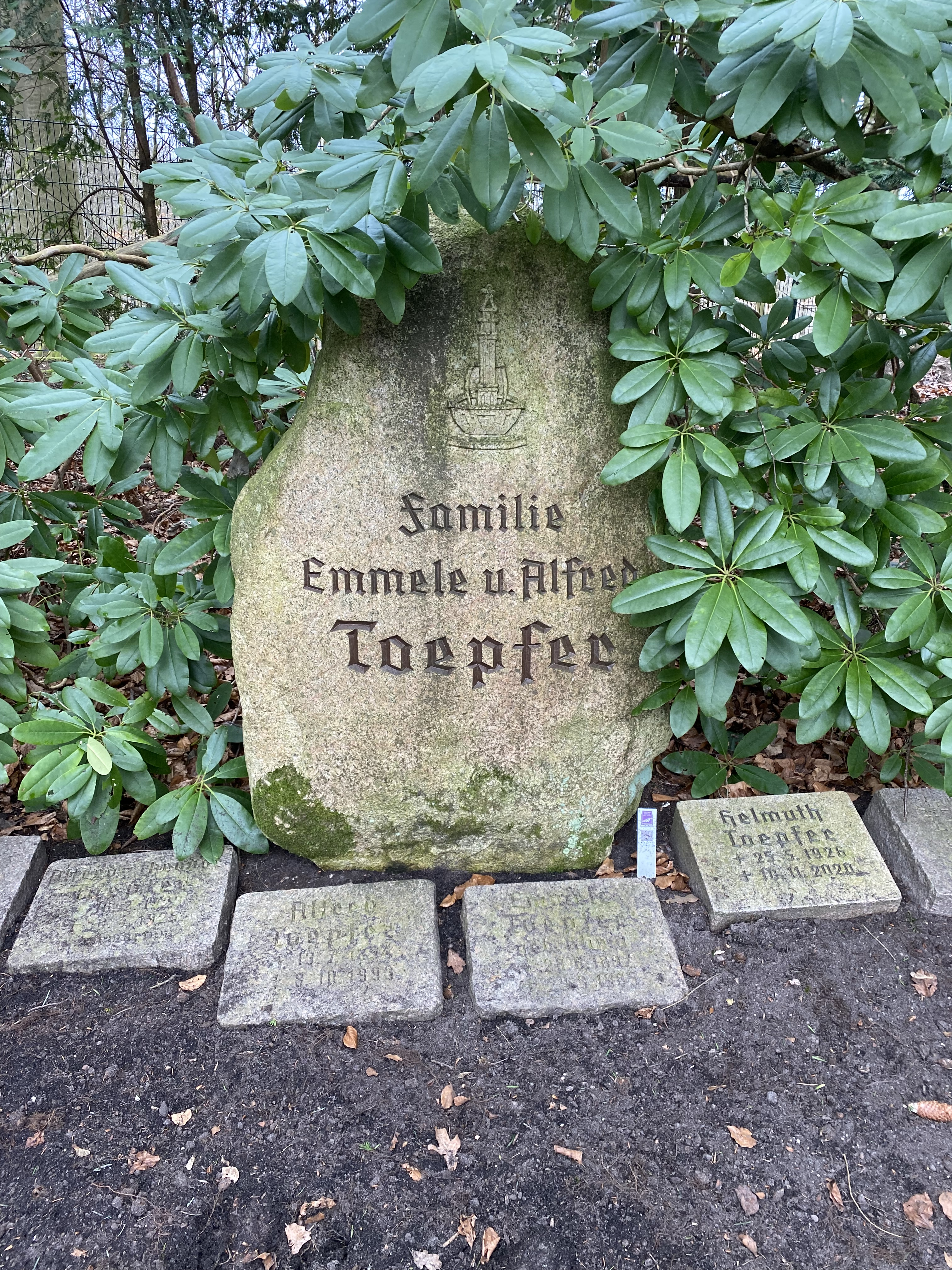
Familiengrabstätte auf dem Waldfriedhof Wohldorf

Alfred Toepfer initiierte 1952 die Stiftung Wiederaufbau der Hamburgischen Staatsoper. Die Stiftung brachte unter ihrem ehrenamtlichen Geschäftsführer Wilhelm Oberdörffer damals innerhalb weniger Monate 1,5 Millionen Mark Sponsorengelder zusammen. Die Hamburgische Staatsoper, wiedereröffnet am 15. Oktober 1955, war der erste Neubau unter den großen, im Krieg zerstörten deutschen Opernhäusern.
Seine Firma Alfred C. Toepfer stieg zu den „führenden international tätigen Getreide- und Futtermittelhandelsfirmen“ auf, die inklusive ihrer Beteiligungen an Landhandel und Schifffahrt Mitte der 1970er Jahre einen Umsatz von ca. 10 Mrd. DM erreichte. Das Kapital der persönlich haftenden Gesellschafterin der Firma, der Alfred C. Toepfer Verwaltungsgesellschaft (m.b.H.), war schon 1961 vollständig an Toepfers Stiftung F.V.S übertragen worden, die neben ihrer kulturellen Förderungsaktivitäten bis in die 1980er Jahre wesentlicher Kapitalträger der Firma war.
Der Unternehmer war ein Pionier des Landschafts- und Naturschutzes. Zwischen 1954 und 1985 war er Vorsitzender des überregionalen Vereins Naturschutzpark. Ein besonderes Anliegen Toepfers war die Erhaltung der Lüneburger Heide und die Schaffung von Naturparks in Deutschland. Dies gelang ab 1956 mit der Verkündung des Naturparkprogramms in der Aula der Universität Bonn, bei der Bundespräsident Theodor Heuss anwesend war.
Alfred C. Toepfer wurde auf dem Waldfriedhof in Hamburg-Wohldorf-Ohlstedt beigesetzt.

## Internationale Kritik und geschichtswissenschaftliche Aufarbeitung
Toepfer hat sich bis zu seinem Tod öffentlich kaum über seine Aktivitäten in der Zeit des Nationalsozialismus geäußert. In den 1990er Jahren wurden seine Rolle und die Aktivitäten seiner Stiftung vor 1945 zunehmend kritisch beleuchtet. So war Toepfer „Fürsprecher eines ethnopluralistisch gegliederten Europas der Regionen“ und hat sich in diesem Zusammenhang weiterhin als „Mäzen einer institutionalisierten Plattdeutsch-Förderung positioniert“. Der Schweizer Wissenschaftshistoriker Michael Fahlbusch erklärte gegenüber Informationen zur deutschen Außenpolitik, Toepfer habe die offizielle Kulturpolitik mitfinanziert, und seine Stiftung habe als „kulturelle fünfte Kolonne“ pangermanistische Ziele für die Zeit nach dem Zweiten Weltkrieg verfolgt. Die Stadt Straßburg kündigte daraufhin 1996 die Zusammenarbeit mit der Stiftung auf. Die Alfred-Toepfer-Stiftung gründete 1997 eine unabhängige Historikerkommission unter Leitung von Hans Mommsen, die 2000 unter dem Titel Alfred Toepfer. Stifter und Kaufmann. Bausteine einer Biographie. Kritische Bestandsaufnahme einen Sammelband mit einer kritischen Bestandsaufnahme von Toepfers Biographie und Stiftungsgeschichte herausgab.
Die Kommission kam zu dem Schluss, Toepfer habe die zentralen Ziele und Motive des Nationalsozialismus nicht geteilt, auch nicht den Antisemitismus, und sich insbesondere nicht an „arisiertem“ Eigentum bereichert. Allerdings habe er nach dem Krieg eine äußerst problematische Personalpolitik betrieben. Als exponierte Beispiele hierfür werden der ehemalige Reichsbevollmächtigte für Ungarn Edmund Veesenmayer, der 1944 die Ermordung von 400.000 ungarischen Juden mit organisierte, und der ehemalige NS-Staatssekretär im Ernährungsministerium Hans-Joachim Riecke, einer der Verantwortlichen für die Aushungerungspraxis in den von 1941 bis 1944 besetzten Ostgebieten, genannt. Während die Zusammenarbeit mit Veesenmayer auf die Jahre 1952 und 1953 als Verbindungsmann von Toepfers Firma im Iran begrenzt blieb, beschäftigte Toepfer Riecke „zunächst in der Firma in leitender Funktion“ und ließ ihn „in den sechziger Jahren in die höchsten repräsentativen Funktionen der Stiftungen auf[steigen]“. Die Aussagen der Kommission im Hinblick auf Toepfers eigenes Verhältnis zum Nationalsozialismus werden von zahlreichen Autoren angezweifelt.

## Auszeichnungen
- 1941: Goldenes Sportabzeichen[28]
- 1954: Ehrensenator der Universität Hamburg[29]
- 1959: Ehrendoktor der Universität Kiel[30]
- ----: Ehrendoktor der Universität München[31]
- 1959: Medaille für Kunst und Wissenschaft der freien und Hansestadt Hamburg
- 1961: Ehrenmitglied des Heimatbunds Niedersachsen[32]
- 1970: Bürgermeister-Stolten-Medaille der Stadt Hamburg
- 1973: Ehrendoktor der Universität Basel[33]
- 1974: Ehrensenator der Universität Wien
- 1981: Deutscher Preis für Denkmalschutz – Karl-Friedrich-Schinkel-Ring – des Deutschen Nationalkomitees für Denkmalschutz
- 1982: Hamburger Bürgerpreis der CDU Hamburg
- 1984: Europarat-Medaille (pro merito)
- 1984: Hamburger Ehrengedenkmünze in Gold[34]
- 1989: „Hebeldank“ des Hebelbundes Lörrach
- 1991: Maecenas-Ehrung des Arbeitskreises selbständiger Kultur-Institute e. V. – AsKI
- 1991: Ehrenbürger der Stadt Hamburg
- 1995: Posthum wurde der niedersächsische Landesbetrieb Norddeutsche Naturschutzakademie nach ihm in Alfred Toepfer Akademie für Naturschutz umbenannt
- Mitglied der Bayerischen Akademie der Schönen Künste
- Ehrenmitglied des Verbands Deutscher Gebirgs- und Wandervereine[35]

## Veröffentlichungen
- Westschau 1940. Aßmus, Berlin 1940 (Als Manuskript gedruckt)[36]
- Erinnerungen aus meinem Leben. 1894–1991. Christians, Hamburg 1991.

## Rundfunk und Film
- 1974: Alfred Toepfer. In: Reihe: Mäzene. Produktion des Saarländischen Rundfunks/Fernsehen. 15 Minuten. Buch und Regie: Klaus Peter Dencker.
- 2012: Alfred C. – Aus dem Leben eines Getreidehändlers. Hörspiel von Hermann Bohlen. Produktion Deutschlandradio Kultur/HR. 56:30 Minuten. Regie: Judith Lorentz und Hermann Bohlen.[40]